# Kazba
Kazba (arapski قصبة, al-kazba) u svom prvobitnom značenju podrazumijeva citadelu. S vremenom, značenje je prošireno, pa danas može značiti grad, sultanov dvorac, kuću ili kolibu, a pored toga i gradić, ili samo stari dio grada.
I u zemljama Magreba riječ kazba ima više značenja: u Maroku kazbama se nazivaju utvrde u planinama Atlasa. One služe mjesnim berberskim plemenima kao sjedište, a nazivaju ih Agadir, iz čega je izvedeno i ime istoimenog marokanskog grada. Izvorno, zgrade u kazbi građene su od gline s višekatnom središnjom građevinom, ograđenom zidinama s kulama na kutovima.
U Alžiru i Tunisu se tako nazivaju utvrde povijesnih, starih gradova (kao Alžir ili Sousse), dok se cijeli stari grad naziva medina. Naziv se, naročito u Alžiru, uvriježio za cijeli stari dio grada, koji je 1992. uvršten na UNESCOv popis svjetske baštine (Kazba Alžira). 
U brojnim mjestima Andaluzije (npr. Granada, Malaga, Almería, Mérida) postoje maurske utvrde koje se nazivaju Alcazaba. Porijeko ovog naziva je arapski al kazba.
Na Balkanu ovaj naziv se preoblikovao u "kasaba". Često se koristi na području Bosne u značenju "stari dio grada", "centar grada", ali i kao malo podrugljiv naziv za mali grad u provinciji.

## Poveznice
- Ksar
- Medina (dio grada)
- Sokak
- Bazar

### Ostali projekti
|  | Zajednički poslužitelj ima još gradiva o temi Kazbe |